# داجانا ایتبرگر
داجانا ایتبرگر (انگلیسی: Dajana Eitberger؛ زادهٔ ۷ ژانویهٔ ۱۹۹۱) ورزشکار لژسواری اهل آلمان است.
وی همچنین برندهٔ جوایزی همچون برگ بوی نقره‌ای شده‌است.
وی در مسابقات کشوری و بین‌المللی در مجموع برندهٔ ۲ مدال طلا، ۱ مدال نقره، ۶ مدال برنز شده‌است.